# Flisów
Flisów (deutsch Fließhof [I und II]) ist eine kleine kaschubische Siedlung in der polnischen Woiwodschaft Pommern. Sie gehört zur Gemeinde Czarna Dąbrówka (Schwarz Damerkow) im Powiat Bytowski (Kreis Bütow).
Flisów liegt südöstlich von Karwno (Karwen) im Tal der Lupow (polnisch: Łupawa) an einer Nebenstraße, die das an der Woiwodschaftsstraße 211 gelegene Podkomorzyce (Niemietzke) mit Karwno verbindet. Eine Bahnanbindung besteht nicht.
Das frühere – auch in I und II unterteilte – Fließhof war bis 1945 ein Ortsteil der Gemeinde Karwen (Karwno). Es gehörte zum Landkreis Stolp (Słupsk) im Regierungsbezirk Köslin (Koszalin) in der preußischen Provinz Pommern. Seit 1945 ist der Ort mit der Bezeichnung Flisów polnisch und gehört zur Gmina Czarna Dąbrówka im Powiat Bytowski in der Woiwodschaft Pommern (1975 bis 1998 Woiwodschaft Słupsk).